# Antal Szentmihályi
Antal Szentmihályi (ur. 13 czerwca 1939 w Győrze) – węgierski piłkarz, bramkarz i trener. Brązowy medalista ME 64 oraz mistrz olimpijski z Tokio.
Początkowo występował w Textilesnél i Győri ETO FC (1958–1959) z rodzinnego miasta, jednak najlepszy okres kariery spędził w klubach budapeszteńskich: Vasasie (1959–1964) i Újpescie (1964–1974). Z Vasasem był mistrzem kraju dwukrotnie (1961, 1962), z Újpestem zdobywał tytuły w latach 1969–1974 (sześć). W reprezentacji Węgier zagrał 31 razy. Debiutował w 1961, ostatni raz zagrał w 1969. Podczas MŚ 66 wystąpił w jednym spotkaniu, wcześniej znajdował się w kadrze na MŚ 62.